# Direcció general (Espanya)
La direcció general és un centre directiu encarregat d'un sector de l'activitat administrativa de la competència d'un departament ministerial espanyol. En la jerarquia del ministeri està per sota de la Secretaria General Tècnica i per damunt de les subdireccions generals, sense que siga necessari que es subdividista en subdirecicons generals.
Són nomenats i separats mitjançant Reial Decret del Consell de Ministres, a proposta del departament ministerial. Soles poden ser funcionaris de carrera excepte si el Reial Decret d'estructura del Departamente permeta que no haja de ser funcionari.
Les seues funcions són:
- Direcció i gestió dels serveis.
- Resolució d'assumptes del ministeri que li corresponen.
- Vigilància i fiscalització de les dependències sota el seu càrrec.
- Proposar al Ministre la resolució tramitada per la mateixa direcció general.
- Establiment d'un règim intern de les oficines que en depenen d'ell.
- Enviar un informe anual al ministre sobre el funcionament, el cost i el rendiment dels serveis sota el seu càrrec.